# Kirby's Dream Land 3
Kirby's Dream Land 3 (Japans: "星のカービィ3; Hoshi no Kirby 3) is een computerspel dat werd ontwikkeld door HAL Laboratory en uitgebracht door Nintendo. Het spel kwam in 1998 uit voor het platform Super Nintendo Entertainment System en was de opvolger van Kirby's Dream Land 2.

## Ontwikkelteam
- Director: Shinichi Shimomura
- Leadontwikkelaar: Teruyuki Gunji
- Leadontwerper: Shigeru Hashiguchi
- Ontwerper: Sanae Kubota Junsuke Sugiura, Kenichiro Kita, Satoko Nakamura, Yoshiko Ohkubo
- Mapper: Tomomi Minami
- Sound componist: Jun Ishikawa
- Illustrator: Tetsuya Notoya
- Project Manager: Ryuki Kuraoka
- Producent: Hiroaki Suga
- Assistent Producer: Satoru Iwata
- General Manager: Takehiro Izushi
- Uitvoerend producent: Hiroshi Yamauchi

## Platforms
| Jaar | Platform              |
| ---- | --------------------- |
| 1997 | SNES                  |
| 2009 | Wii Virtual Console   |
| 2013 | Wii U Virtual Console |

## Ontvangst
| Beoordeeld door         | Platform | Datum            | Score |
| ----------------------- | -------- | ---------------- | ----- |
| Nintendo Land           | SNES     | 2003             | 89%   |
| Total! (Duitsland)      | SNES     | juni 1998        | 85%   |
| Jeuxvideo.com           | SNES     | 19 november 2010 | 80%   |
| IGN                     | SNES     | 5 januari 2009   | 70%   |
| IGN                     | Wii      | 5 januari 2009   | 70%   |
| Eurogamer.net (GB)      | Wii      | 26 juli 2009     | 70%   |
| Nintendo Power Magazine | SNES     | november 1997    | 65%   |
| Nintendo Life           | Wii      | 6 januari 2009   | 60%   |